# 高峰譲吉
高峰 譲吉（たかみね じょうきち、嘉永7年11月3日（1854年12月22日） - 大正11年（1922年）7月22日）は、日本の化学者、実業家。工学博士及び薬学博士。タカジアスターゼ、アドレナリンを発見し、アメリカ合衆国で巨万の財を成した。日本人による開発型ベンチャー企業・スタートアップの先駆者とされる。理化学研究所の設立者の一人。1912年帝国学士院賞受賞、1913年帝国学士院会員。
現在の東京大学工学部の前身の一つである工部大学校卒。

## 経歴

### 幼少からアメリカ永住まで
1854年に越中国高岡（現：富山県高岡市）の山町筋と呼ばれる御馬出町（おんまだしまち）の漢方医高峰精一の長男として生まれる。翌年、父が洋学校「壮猶館」教授に登用されるに伴い加賀国金沢城下の梅本町（現：石川県金沢市大手町）へ移住。幼い頃から外国語と科学への才能を見せ、加賀藩の御典医であった父からも西洋科学への探求を薦められた。母は造り酒屋（鶴来屋）津田家（塩屋弥右衛門）の娘で名を幸子（ゆき）と言う、後年の清酒醸造の麹の改良にも繋がっている。
1865年（慶応元年）、12歳で加賀藩から長崎留学生に抜擢され、英語を学ぶ。1868年（明治元年）には、京都の安達兵学塾、大阪の適塾に転学、翌年には大阪医学校、さらに大阪舎密局にて化学を学んだ。1872年（明治5年）に上京して勧工寮技術見習、1874年には工部省工学寮（のち工部大学校に改称）に第一期生として入学、1879年に工部大学校化学科（現・東京大学工学部応用化学科）を首席で卒業した。
1880年から英国グラスゴー大学への3年間の留学を経て、農商務省に入省。1884年にアメリカ合衆国ニューオリンズで開かれた万国工業博覧会に事務官として派遣され、そこで出会ったキャロライン・ヒッチと婚約。博覧会取材のラフカディオ・ハーンに会う。帰国後の1886年、専売特許局局長代理となり、欧米視察中の局長・高橋是清の留守を預かって特許制度の整備に尽力。1887年に結婚、1890年に渡米し永住することになる。

### 研究とビジネス

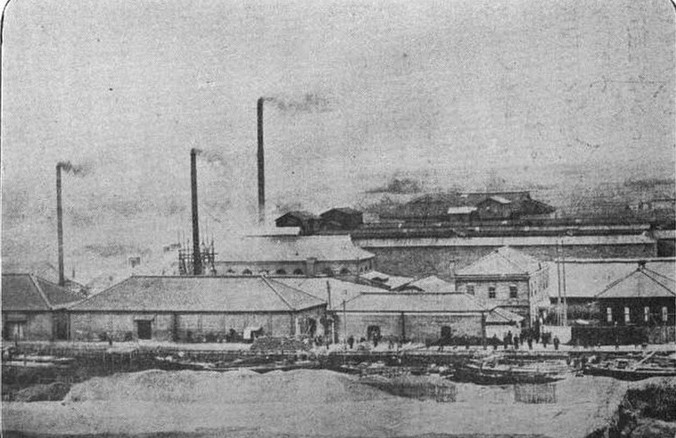
東京人造肥料

1886年、東京人造肥料会社（後の日産化学）を設立。高峰が米国ニューオーリンズの産業万博への日本展示の政府派遣員3人のリーダーとして渡米中に、リン鉱石を買い付け1884年に持ち帰った。井上馨と日本の農業改良を論じていた三井財閥大番頭の益田孝が北海道に硫黄の山を持っていることから、リン鉱石を硫酸に溶かして過リン酸石灰にできるとして渋沢栄一に高峰を紹介。過リン酸石灰の効果が高い火山灰土の多い関東・東北地方に良く売れた。肥料としては窒素も必要だということで、空中窒素固定法はまだなかった当時、全国から女性の髪の毛や屠殺場の血や臓器、モスリンや羅紗などを買い集めて、硫酸で煮て窒素分を取り出し、それに過リン酸石灰を混合して「完全肥料」として売り出すことも行った。なお米国からのリン鉱石の輸入は高価についたので、後にはオーストラリアへ行く途中のオーシャン島（現・バナバ島）で産出される、アホウドリの骨の化石からなるリン鉱石を輸入している。
会社が軌道に乗り始めた折、かねてより米国で特許出願中であった「高峰式元麹改良法」（ウイスキーの醸造に日本の麹を使用しようというもので、従来の麦芽から作ったモルトよりも強力なデンプンの分解力を持っていた）を採用したいというアメリカの酒造会社より連絡があり、1890年に渡米する。高峰は当初、東京人造肥料会社の株主であった渋沢に止めるように言われ、渡米を渋っていたが、益田孝の強い勧めもあって、渡米を決意する。渡米後、木造の研究所をこしらえ研究を続ける。麹を利用した醸造法が採用されたことでモルト職人が儲からなくなり怒りを買うが、新しい醸造工場にモルト職人を従来より高い賃金で雇うことで和解した。しかし、モルト工場に巨額の費用をつぎ込んでいた醸造所の所有者達が、高峰の新しい醸造法を止めようと、夜間に譲吉、キャロライン夫妻の家に武装して侵入し、高峰の暗殺を試みた。その時高峰は隠れていたので見つからず、そのまま醸造所の所有者たちは高峰の研究所に侵入。結局高峰を発見できなかった所有者たちは、研究所を放火して全焼させた。

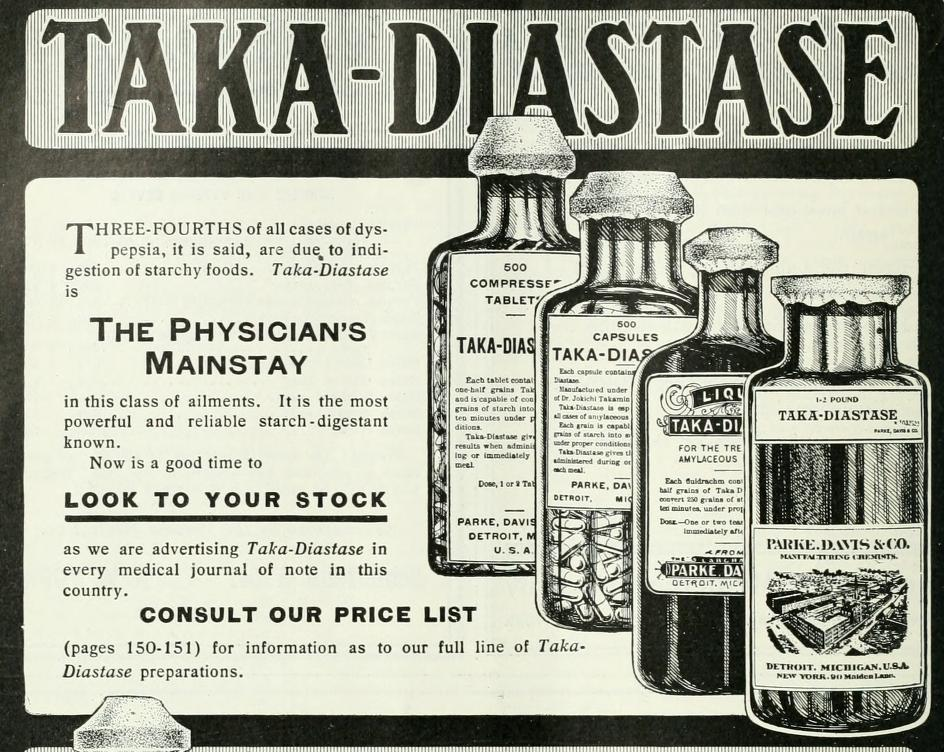
タカジアスターゼの広告（1905年）

1894年、高峰はデンプンを分解する酵素、いわゆるアミラーゼの一種であるジアスターゼを植物から抽出し「タカジアスターゼ」を発見する。タカジアスターゼは消化酵素として非常に有名となった。
高峰が最初に居住したシカゴは当時アメリカでも有数の肉製品の産地で多数の食肉処理場が存在していた。この時廃棄される家畜の内臓物を用いてアドレナリンの抽出研究をはじめ、1900年に結晶抽出に成功。世界で初めてホルモンを抽出した例となった。アドレナリンはアナフィラキーショック治療や昇圧剤、止血剤として用いられ、医学の発展に大きく貢献した。
日本の学位令（勅令）に基づき、高峰は1899年に工学博士号、1906年には薬学博士号を文部大臣より授与された。さらに1912年にはアドレナリン発見の功績から帝国学士院賞を受賞し、1913年6月26日、帝国学士院会員となる。同年、日本における「タカジアスターゼ」の独占販売権を持つ三共（現在の第一三共）の初代社長に就任する。
また、アメリカの会社のアルミニウム製造技術と原料を使い、富山県黒部川の電源開発による電気を利用した日本初のアルミニウム製造事業の推進に取り組み、1919年には高峰譲吉らによって東洋アルミナムが設立された。アルミ精錬に必要な電源確保のため黒部川に発電所を建設することになり、高峰はその資材輸送手段として鉄道建設も計画し黒部鉄道を設立、1921年鉄道免許状が下付された。また宇奈月温泉の礎となった黒部温泉株式会社や、黒部水力株式会社も立ち上げている。

### 無冠の大使
1904年の日露戦争中、日本はアメリカのセントルイス万国博覧会に日本式の建物「日本館」を出展、しかし終了後、解体して日本に送り返す資金がなく、高峰が譲り受け、ニューヨーク近郊の別荘地メリーウォルド・パークに移築。その際、日本から洋画家牧野克次を招き、室内装飾を依頼、これは後に「松楓殿（しょうふうでん）」と名付けられ、日米の政界・財界の要人のサロンとなった。「松楓殿」について、所有者から高峰の生誕地の高岡へ寄付したいとの申し出もあり、2020年より高岡商工ビル１階ロビーで一部が再現公開されたりもしている。
1905年、在留邦人の連帯とアメリカ人との交流のため、高峰はニューヨークに日本倶楽部（現・日本クラブ）を組織、初代会長となる。1907年には、日米間の文化交流と親善を目的とした日本協会 （ジャパン・ソサエティー）が創設される。ニューヨークの親日派財界人が中心となったこの協会で、高峰は名誉副会長に就任する。日本を紹介する 英文雑誌“The Oriental Economic Review（東洋経済評論）”を発刊。 1912年、日本から桜の苗木を取り寄せてニューヨーク市に寄贈、苗木はハドソン河畔に植樹されサクラ・パークとなった。同時期にワシントンのポトマック河畔に寄贈された桜も、東京市からの寄贈となっているが、高峰も尽力している。両所は現在も桜の名所となっている。
これらの功績から、高峰を「無冠の大使」と呼ぶこともある。

### 死去
1922年7月22日、腎臓炎のためニューヨークにて死去。日本人は帰化不可とされていたため、当時の移民法により生涯アメリカの市民権は得られなかった。また黒部鉄道の開業は同年11月5日だったため、目にすることは叶わなかった。墓所は青山霊園(1ロ15-3)とニューヨークブロンクスのウッドローン墓地にある。

## 栄典
- 1906年（明治39年）4月18日 - 勲五等双光旭日章[16]
- 1915年（大正4年）11月10日 - 勲四等旭日小綬章[17]
- 2024年 - 全米発明家殿堂選出[18]。

## 家族
- 父・高峰精一 (1827-1900)
- 母・津田幸子 (1835-1894)
- 弟・藤井栄三郎 (1865-1949) - 貨幣収集家。東洋貨幣協会副会長を務めた[19]。
- 妻・キャロライン・ヒッチ (Caroline Field Hitch, 1866-1954) - ファルマス (マサチューセッツ州)で生まれ、ルイジアナ州ニューオーリンズで育つ[20]。父親は南北戦争の北軍義勇兵として歩兵隊長を務めたのち、税務局勤務 書店員、部屋貸しなどをしていた[21][22]。母親はクレオール[23]。アメリカがイギリスに綿を初めて輸出した百周年を記念して1884年にニューオーリンズで開催された博覧会World Cotton Centennial で譲吉と知り合う。ヒッチ家で開かれた若い博覧会スタッフの打ち上げパーティに譲吉が出席したことが縁とも[24]、譲吉がヒッチ家に下宿したとも言われる[20]。1887年にニューオーリンズで結婚[24]。キャロラインの母は高峰がアメリカに設立したジアスターゼ製造会社の初代社長に就任、以降キャロラインの両親が高峰の事業の重役を務める[24]。譲吉没後、キャロラインは地所を処分し、1926年にアリゾナのランチハンド（牧場労働者、カウボーイ）だった歳若いチャールズ・ビーチ（Charles Pablo Beach、1889-1967、カンザス生まれカリフォルニア育ち。アリゾナ大学農学部卒）と再婚、農場を次々と購入し大牧場主となった（所有地はキャロライン没後1956年に夫により売却）[25][26][27]。1935年に農場で働くメキシコ人労働者のために地元の町Valiにカトリック教会「Santa Rita in the Desert」を建設、のちにキャロライン、チャールズとも同教会で葬られた[28]。キャロラインの妹（Marie Morel Septima Hitch）の夫（Henry George Jr.）と、ウィリアム・C・デミルの妻（Anna Angela de Mille）はともにヘンリー・ジョージの子であるため、高峰家とデミル家は親戚にあたる[29][30][31]。
- 長男・譲吉II：ジョーキチ・ジュニア(Jokichi Jr., 1888-1930)[32] - 名門ホレース・マン・スクール、イエール大学卒業後、ドイツに化学留学、パリのパスツール研究所でも学ぶ[33]。帰国後父の会社で働き、1915年に引退した父親に代わり代表となる[33]。Hilda Petrie（スコットランドとノルウェーの混血）と結婚し、2人の子をもうける[33]。父親の没後、全事業を引き継いだが、41歳でニューヨークのルーズベルト・ホテルの14階から転落死した[33]。母キャロラインは高峰が発明した麹によるウィスキー醸造の反対派による殺人と断定したが（以前にも放火され会社が全焼している）、公式発表では飲酒による事故死とされた[33]。
- 次男・エーベン・孝(Ebenezer Takashi, 1890-1953)[32] - イエール大学卒業。1916年にEthel Johnsonと結婚。披露宴はニューヨークの社交クラブコスモポリタン・クラブで400人を招いて盛大に行われたが、1925年に離婚[34]。健康のためアリゾナに移住し、のちに母親の再婚相手となるチャールズ・ビーチと同居していた[28]（キャロラインとの離婚を望んでいた父の譲吉は日本にいることが多く、エーベンは孤独な母のために若い友人をよく紹介しており、ビーチもその一人だった[35]）。1928年にジーグフェルド・フォリーに出演していたショーガールのOdette Jeanと駆け落ちし結婚[33]。兄没後事業を引き継ぎ、さらに発展させた[33]。日本生まれだったためアメリカの市民権が得られず第二次大戦勃発で財産没収の可能性があったが特例で許され、ペニシリン製造などでアメリカ軍を支援した[33]。1943年にイギリス女性Catherine MacMahonと結婚。エーベン没後、妻が事業を売却し、財産は散逸したが、寄付により、サンフランシスコのゴールデンゲート公園に高峰庭園が造られた[33][36]。
- 孫・ジョーキチ・タカミネIII（ Jokichi (“Joe”) Takamine III, 1924- 2013[37]） - 5歳で父である二代目譲吉を亡くし、母方で育つ。マサチューセッツ州のウイリアムス・カレッジ (Williams College) とニューヨーク大学医学部を卒業後、ニューヨークとロサンゼルスの病院勤務を経て、1957年に開業。1974年に仲間とセント・ジョンズ化学物質依存症治療センターを立ち上げ、アルコール中毒と薬物依存症の分野での指導的な役割を果たした[38]。
- 親戚・南桂子 - 妹・節子の孫

## 生家等
金沢市梅本町（現在の大手町）にあった実家の離れが丸の内の黒門前緑地に移築されている。
また、生誕の地である高岡の土地は高岡市に寄贈、同市は生家跡を「高峰公園」として整備。園内には顕彰碑と胸像が建ち、毎年生誕祭が行われている。また、高峰公園に隣接する、高岡信用金庫本店別館内に高峰譲吉の功績を紹介するコーナー「たかしん高峰譲吉記念館」が2017年（平成29年）12月1日に開館した（入館無料）。
菩提寺は金沢市寺町5丁目にある臨済宗国泰寺である。塀の瓦に高峰家の家紋「八ツ矢車」が彫られている。高峰自身は亡くなる前に病床でカトリックに改宗した。

## 評価と志を継ぐ事業
生涯に亘り科学者、かつ企業人として、数々の国際的業績をあげてその生涯を全うした。1922年高峰没後、正四位勲三等瑞宝章を授与。また、「ニューヨーク・タイムズ」は「光輝ある故高峰博士」と題した社説を掲載し、高峰の業績を大きく称えた。

### 高峰譲吉博士顕彰会

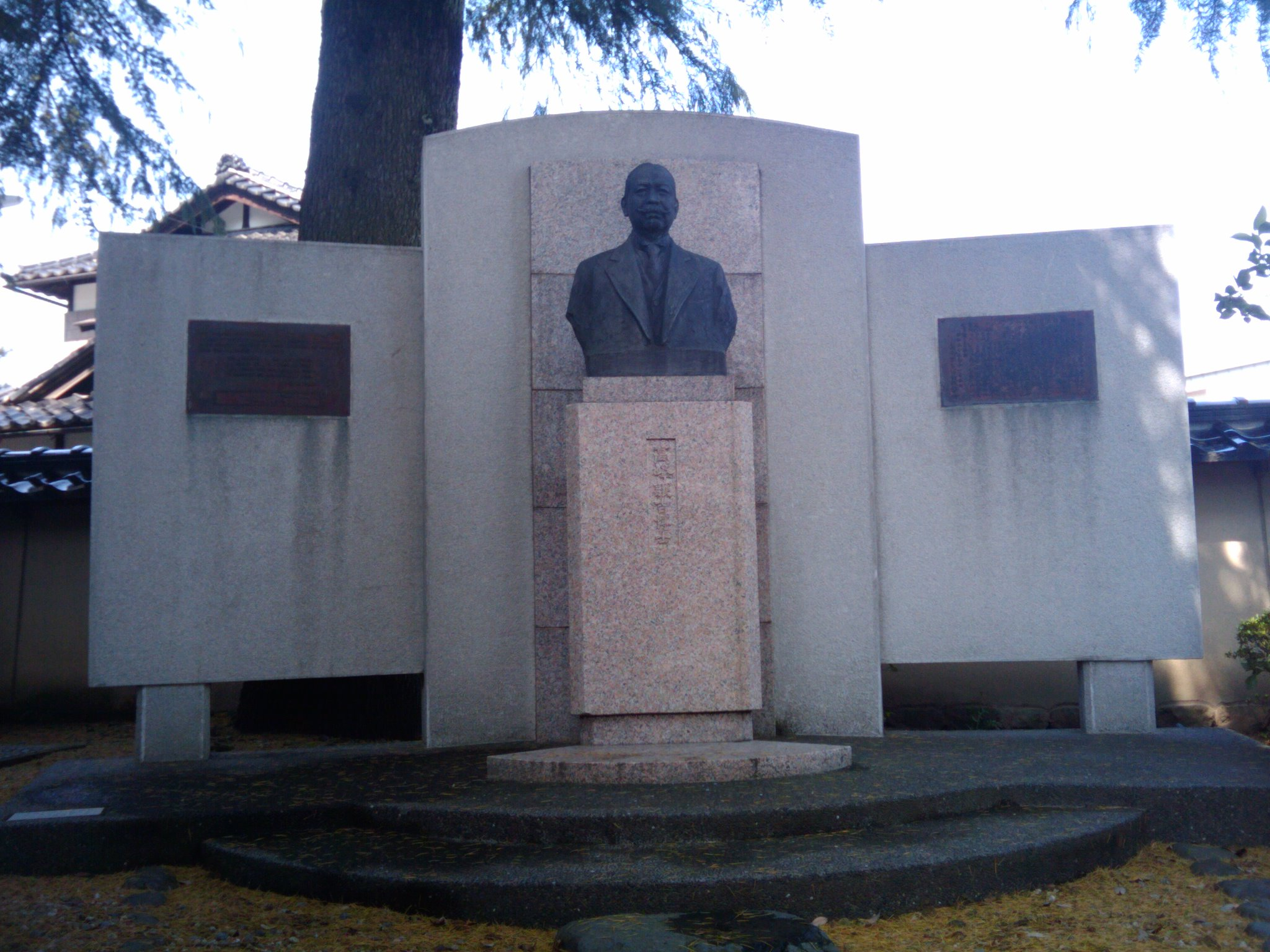
金沢ふるさと偉人館に立つ高峰譲吉像

1950年（昭和25年）、高峰譲吉博士顕彰会が金沢市に結成され、1952年高峰賞を制定し、在米高峰家拠出の奨学金により10年間、その後更に10年間は在米マイルス製薬会社の高峰研究所取締役L.A.アンダーコフラー博士に引き継がれ、現在は顕彰会の事業費とも三共からの交付金と金沢市の補助金をもって賄っている。個人賞である高峰賞は地元の優れた学生の勉学を助成し、2020年度（第70回）までの受賞者は894名に上り各界で活躍している。

### 107年目の名誉回復、2006年4月
1900年に高峰譲吉と助手の上中啓三が、ウシの副腎から血圧を下げる作用のある物質（副腎髄質ホルモン）を抽出して世界で初めて結晶化し、アドレナリンと命名した。一方、アメリカの研究者ジョン・ジェイコブ・エイベルは、ヒツジの副腎から抽出した物質にエピネフリンと命名したが、エイベルは、高峰が研究上の盗作を行ったと事実誤認の非難をした。高峰譲吉は醸造学者で薬学での業績が少なかったことなどもあり、副腎髄質ホルモンは長らく、日本とアメリカでは「エピネフリン」と呼ばれてきた。
しかし、高峰譲吉の業績に詳しくその著書もある菅野富夫（北海道大学名誉教授）らが、日本は発見者高峰譲吉の母国であり、「エピネフリン」に代わり正式にアドレナリンの呼称として欲しいとの厚生労働省への要望が実り、2006年（平成18年）4月、107年目の名誉回復として、日本国内では晴れて｢アドレナリン｣と呼ばれることとなった。

## 日米親善への貢献
日米親善にも尽力したことで知られる。
- ワシントンD.C.のポトマック川にある美しい桜並木は、1912年に東京市が寄贈したものであるが、この寄贈には高峰、米国人紀行作家エリザ・シドモア、東京市長の尾崎行雄、植物学者のデヴィッド・フェアチャイルドが大きな役割を果たした[40]。川沿いに設置されていた4人を顕彰する写真付きパネルは劣化が進んでいたため、2024年（令和6年）4月上旬に元の位置から400メートルほど離れた場所に新たに設置された[40]。現地では寄贈を記念して毎年全米桜祭りが行われている。
- 1905年にはニューヨークに日系アメリカ人と日本人のための紳士クラブ「Nippon Club」を設立した。

## 関連文献（新版）
- 『いかにして発明国民となるべきか　高峰譲吉文集』 鈴木淳編、岩波文庫、2022年
- 飯沼信子『高峰譲吉とその妻』新人物往来社、1993年
- 真鍋繁樹『堂々たる夢　世界に日本人を認めさせた化学者・高峰譲吉の生涯』講談社、1999年
- 飯沼和正・菅野富夫『高峰譲吉の生涯　アドレナリン発見の真実』 朝日選書、2000年